# Liste der Einträge im National Register of Historic Places im Menard County (Texas)
Die Liste der Registered Historic Places im Menard County führt alle Bauwerke und historischen Stätten im texanischen Menard County auf, die in das National Register of Historic Places aufgenommen wurden.

## Aktuelle Einträge
| Lfd. Nr. | Name im NRHP                               | Bild | Datum der Eintragung | Adresse/Lage                 | Ort           | NRHP-ID  | Beschreibung |
| -------- | ------------------------------------------ | ---- | -------------------- | ---------------------------- | ------------- | -------- | ------------ |
| 1        | Fort McKavett Historic District            |      | 14. Juli 1971        | S bank of the San Saba River | Fort McKavett | 71000955 |              |
| 2        | Menard County Courthouse                   |      | 12. Sep. 2003        | 206 E. San Saba St.          | Menard        | 03000935 |              |
| 3        | Site of Presidio San Luis de las Amarillas |      | 25. Aug. 1972        | Address Restricted           | Menard        | 72001369 |              |